# بایون

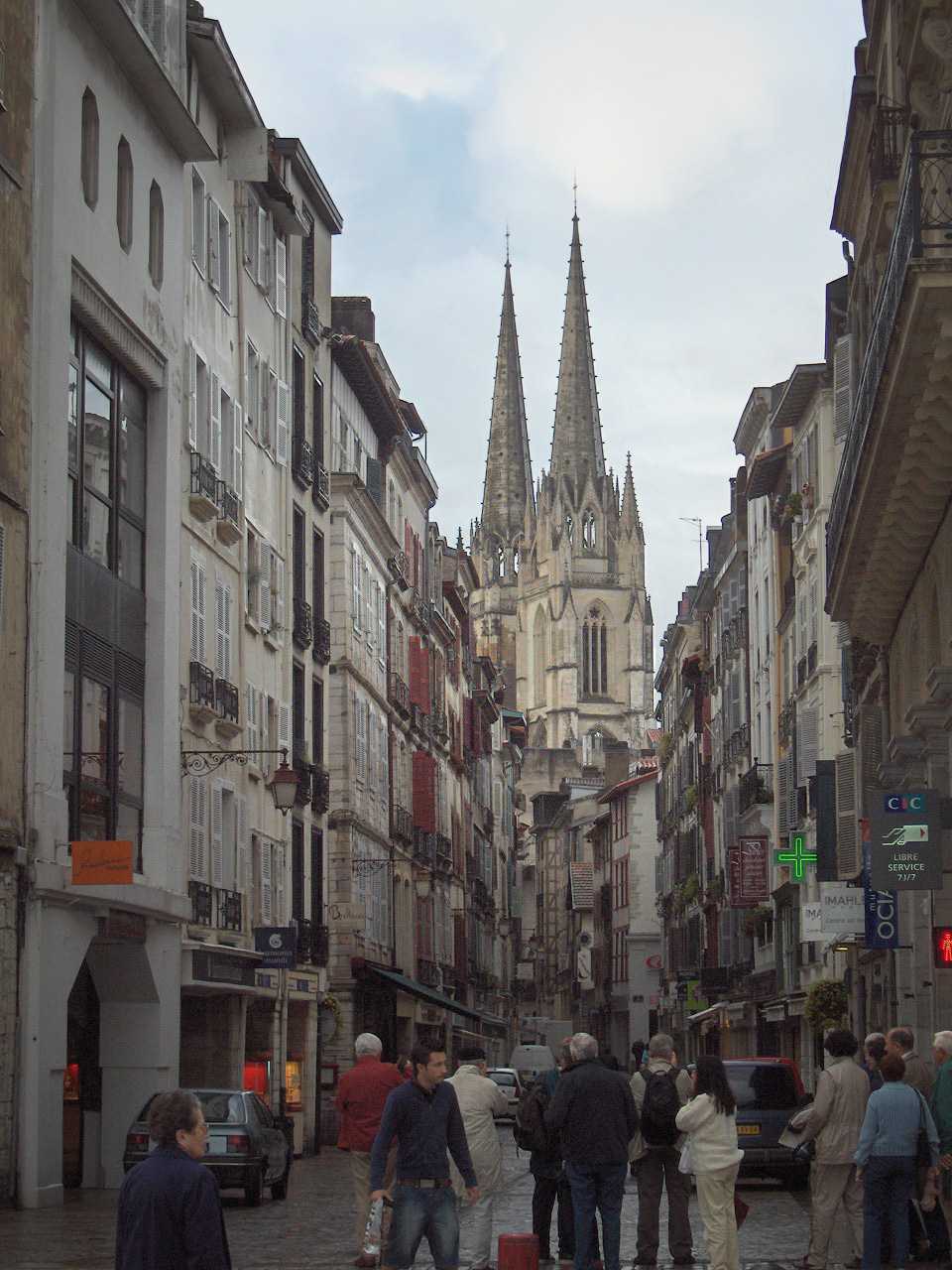
نمایی از کلیسای جامع بایون

بایون (در فرانسوی: Bayonne؛ در زبان گاسکون اکسیتان و زبان باسک: Baiona) نام شهر و بخشی است در جنوب باختری کشور فرانسه که در محل برخورد دو رود نیو و آدور جای‌گرفته‌است. بایون در بخش پیرنه-آتلانتیک جای‌گرفته‌است.
برپایهٔ سرشماری سال ۲۰۰۶ جمعیت این شهر ۴۵٬۶۳۶ تن برآوردشده‌است. این شهر بخشی از سرزمین باسک فرانسه‌است.

## تاریخچه
در سدهٔ سوم میلادی این شهر یک پادگان رومی بود که رومیان لاپوردوم می‌خواندندش. در ۸۴۲ میلادی وایکینگ‌ها به رهبری بیورن آهن‌پهلو در کنار شهر جاگیرشده و استحکاماتی ساختند. موقعیت ویژهٔ بایون که از راه رودهایش پلی ارتباطی میان دریای مدیترانه و اقیانوس اطلس بود وایکینگ‌ها را در اندیشهٔ چیرگی برآن انداخته‌بود. آنها در اندیشهٔ دستیابی به این راه‌های ارتباطی بودند. با چیرگی بر این راه ایشان به آسانی می‌توانستند بر تورتوزا که بازار داد و ستد برده اروپا بود دست‌یازند.
در سدهٔ ۱۲ میلادی این شهر بندر مهمی بود با جمعیت نیمی باسک و نیم گاسکون. میان سال‌های ۱۱۵۱–۱۴۵۲ این شهر -که بخشی از آکیتان بود- به دست انگلستان گردانده‌می‌شد و مرکز پیوند اقتصادی میان این پادشاهی با دیگر بخش‌های جنوبی آن بود.
با چیرگی شارل هفتم بر این شهر و تغییر بستر رود آدور -که ارتباط بایون را با اقیانوس قطع می‌نمود- از اهمیت استراتژیک اینجا کاسته‌شد. تا اینکه در ۱۵۷۸ با حفر کانالی آنرا دوباره به اقیانوش اطلس پیوستند.

## شهرهای خواهر
- پامپلونای اسپانیا
- دیتونابیچ فلوریدای آمریکا
- بایون، نیوجرسی آمریکا
- کوتایسی گرجستان